# QWERTY

Layout italiano

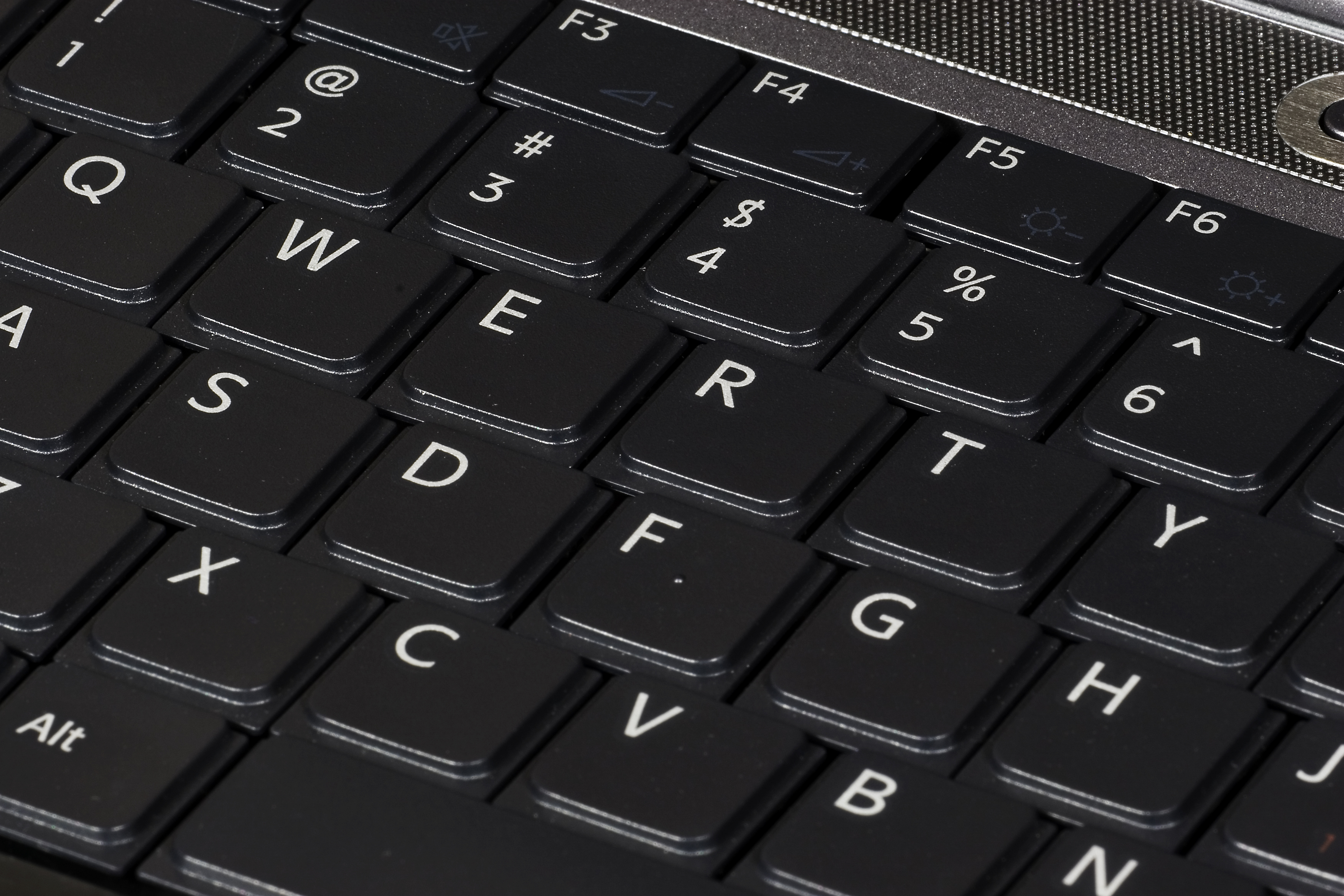
Vista di parte di una tastiera di un computer portatile

QWERTY (pronuncia /ˈkwɛrti/) è il più comune schema per tastiere alfanumeriche, utilizzato nella maggior parte delle tastiere per computer, macchine per scrivere e dispositivi mobili. Il nome deriva dalla sequenza delle lettere dei primi sei tasti della riga superiore della tastiera (Q W E R T Y). È utilizzato anche nella maggior parte delle tastiere alfanumeriche italiane.
Fu brevettato nel 1864 da Christopher Sholes e venduto alla Remington and Sons nel 1873.

## Descrizione

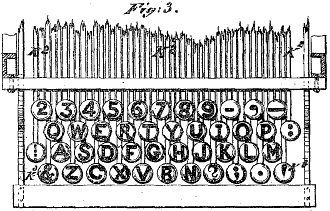
Tastiera QWERTY disegnata da Christopher Sholes

Nella tastiera QWERTY le coppie di lettere maggiormente utilizzate sono separate, nel tentativo di evitare che i martelletti delle macchine per scrivere si storcessero e incastrassero, costringendo chi scriveva a sbloccarli manualmente, spesso macchiando il documento. Si ritiene che la riga centrale dello schema QWERTY sia un residuo del vecchio schema alfabetico che fu sostituito dal QWERTY. Lo schema QWERTY tenta anche di dividere i tasti tra le due mani, in modo tale che mentre una mano si posiziona, l'altra mano colpisca il tasto. Questo accelerò la scrittura rispetto ai metodi precedentemente usati. Tuttavia il sistema non era l'ideale per velocizzare la dattiloscrittura e, ovviato tecnicamente all'inconveniente di cui sopra, fu studiata una disposizione delle lettere sulla tastiera che rendeva molto più veloce la scrittura, che fu presentato nel 1932. Tuttavia il sistema QWERTY (e le sue piccole varianti nazionali) era ormai consolidato, dattilografe e dattilografi ormai abituati alla relativa tastiera, così come le scuole di dattilografia e le aziende produttrici di macchine per scrivere, che il sistema non venne cambiato.
I tasti corrispondenti alla F e alla J presentano solitamente una barretta orizzontale, o altro elemento in rilievo atto a essere percepito col tatto: così tutti gli altri tasti possono essere raggiunti mnemonicamente ponendo gli indici su questi e le altre dita sugli altri tasti secondo la normale posizione per dattilografare.
La tastiera italiana non è riuscita, a differenza di quelle sviluppate per altre lingue (lingue in cui i segni diacritici in uso sono anche più di quelli italiani), ad adattarsi pienamente alla lingua italiana. Non solo nelle tastiere con layout italiano mancano le vocali maiuscole accentate, ma non è neanche definito un metodo standard per inserirle. Omettere l'accento su una maiuscola in italiano è considerato errore. La tastiera spagnola, per contro, è in grado di porre l'accento anche sulle lettere maiuscole. 
Per inserire maiuscole accentate in Windows è necessario digitare sul tastierino numerico il corrispondente codice decimale nella codifica ISO-8859-1 mantenendo premuto Alt o impiegare appositi programmi (per esempio nei sistemi Windows il programma Character Map incluso nel sistema operativo). Nei sistemi GNU/Linux, per ovviare a questa mancanza, è possibile accentare le maiuscole semplicemente usando le minuscole accentate, dopo aver attivato il ⇪ Bloc Maiusc. Sui sistemi Macintosh classici e macOS con tastiera QWERTY italiana le lettere accentate non presenti sulla tastiera si ottengono premendo il tasto Option Alt con 8 (accento acuto) o 9 (accento grave), seguito dalla lettera da accentare; è prevista una scorciatoia per la e maiuscola accentata, con Option-Shift-e.
Risulta invece più adatta allo scopo la tastiera Internazionale (talvolta identificata come tastiera americana) la quale, sebbene del tutto priva di tasti atti ad inserire direttamente lettere accentate, genera agevolmente lettere, sia maiuscole che minuscole, con vari tipi di accento o dieresi, utilizzando i cosiddetti "tasti morti". Allo scopo si deve digitare l'accento (o altro simbolo) prima della lettera da inserire: digitando l'accento non apparirà nulla (da cui la definizione di tasto morto), ma, alla successiva pressione di una lettera valida, apparirà quest'ultima opportunamente accentata. Ad esempio ´ + E darà É, mentre ~ + N darà Ñ. Derivando da metodi sviluppati per le macchine da scrivere, consolidati quindi decenni prima dell'avvento dell'informatica, l'utilizzo dei tasti morti è, a differenza dei metodi sopra descritti, pressoché indipendente dal sistema operativo utilizzato. Le principali, se non uniche, differenze di comportamento tra i vari sistemi operativi (e rispetto alle macchine da scrivere) si avvertono nella gestione delle eccezioni, ovvero dei tentativi di combinazione di un accento con una lettera che non lo supporti, incluso sé stesso. Ad esempio, in Windows, digitando un accento seguito da una lettera alla quale non possa essere applicato verranno inseriti i due simboli nell'ordine digitato: ´ + h darà solo ´h, non esistendo h accentata; Linux solitamente (in base alla distro utilizzata) ignorerà l'accento ed inserirà la sola h. La procedura d'inserimento del solo accento (o altro simbolo) è anch'essa variabile col sistema operativo utilizzato: se con Windows e MacOS, ricalcando il comportamento delle macchine da scrivere, si usa premere uno spazio dopo l'accento (spazio che non verrà inserito nel testo), con Linux si usa digitare l'accento due volte consecutive, cosa che in Windows farebbe comparire due accenti. 
Simile alla tecnica del tasto morto è la tecnica del 'tasto compose', un tasto speciale da premere insieme ad un altro tasto della tastiera per attivare un comportamento simile a quello del tasto morto. In questo secondo caso non c'è l'inserimento di alcun carattere se il tasto morto viene seguito da un carattere non valido. 
Nelle macchine da scrivere meccaniche il sistema di tasti morti è gestito non facendo avanzare il carrello di una posizione dopo aver digitato un tasto morto (mentre, digitando un qualunque altro tasto, il carrello avanza dopo aver stampato il carattere), di fatto consentendo di sovrapporre al modificatore "morto" appena stampato il carattere successivamente digitato (da cui la necessità di digitare il tasto morto prima della lettera). È quindi possibile applicare il modificatore anche a lettere a cui non dovrebbe poter essere applicato, come nel caso di ´ + h.
In alternativa è possibile installare un layout di tastiera che consenta di immettere con facilità le vocali accentate tipiche della lingua italiana usando il tasto Alt destro (Alt Gr). Con Linux è sufficiente selezionare il layout denominato "US keyboard with Italian letters" mentre con Windows è necessario installare un layout ad hoc.
Dato che la definizione del tipo di layout è nel software, non nell'hardware della tastiera (salvo alcune variazioni posizionali di pochissimi tasti, le tastiere sono tutte pressoché identiche, ed a variare è la sola serigrafia sui tasti), è possibile cambiare layout senza cambiare tastiera. In tal caso, però, la funzione di alcuni tasti non corrisponderà più alla serigrafia presente sugli stessi.

### Varianti
Per lingue diverse dall'inglese sono stati introdotti piccoli cambiamenti allo schema. In Germania vengono scambiate tra loro le lettere Z e Y, coiscché la Z sia vicino alla T, poiché in tedesco la Z è molto più comune della Y e compare molto spesso nella combinazione tz; di conseguenza, le tastiere tedesche vengono chiamate tastiere QWERTZ. In Italia le tastiere per PC hanno assunto lo schema QWERTY mentre quelle per macchine per scrivere mantengono uno schema QZERTY, dove la Z è scambiata con la W e la M si trova a destra della L.
Le tastiere francesi per PC impiegano lo schema AZERTY e quelle per macchina da scrivere hanno, come quelle italiane, la M posizionata a destra della L. Infine per la lingua bretone è stata creata la variante C'HWERTY che permette l'accesso diretto alle lettere C'h, CH, Ñ e Ù.

## Tipo di layout della tastiera
Tastiera esperanto

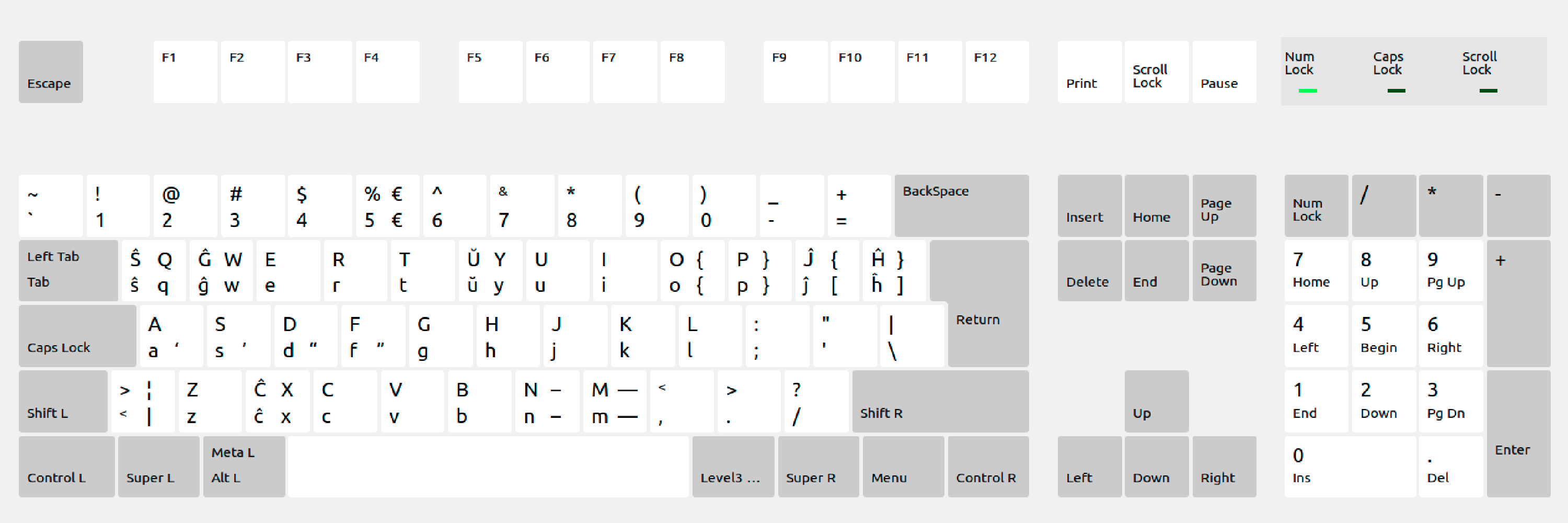
arrangiamento in esperanto

L'alfabeto esperanto ha 28 lettere, di cui 5 con accento circonflesso e una con accento corto.
Ogni lettera esiste in minuscolo e maiuscolo. Sebbene molti layout di tastiera permettano di inserire lettere accentate in esperanto, la tastiera in esperanto fornisce un layout comune adatto a persone che inseriscono molti testi in esperanto.
Tastiere multilingue
- Tastiera internazionale USA

Layout internazionale USA

- Tastiera standard multilingue canadese: standard stabilito CAN/CSA Z243.200-92, del 1992, questa tastiera standardizzata che ha anche il simbolo dell'euro ‹€› dal 1999 “è richiesta e utilizzata tra gli altri dal governo del Québec e dal governo federale.

Layout standard multilingue canadese
Tastiera EurKEY
Questa tastiera, destinata a programmatori e traduttori europei, è stata sviluppata da Steffen Brüntjen nel 2017 e distribuita sotto licenza libera GNU General Public License. È disponibile per i sistemi operativi Microsoft Windows, macOS e Linux.